# ピエロ・キスペ
ピエロ・アルダイール・キスペ・コルドバ（Piero Aldair Quispe Córdova, 2001年8月14日 - ）は、ペルー・リマ出身のサッカー選手。リーガMX・クラブ・ウニベルシダ・ナシオナル所属。ポジションはMF。

## クラブ経歴

### ウニベルシタリオ・デポルテス
2014年より3年間、元ペルー代表の伝説的選手エクトル・チュンピタスの冠が付くCDエクトル・チュンピタスのアカデミーのユース部門で育ち、2017年にウニベルシタリオ・デポルテスのユースチームに入団。、2021年3月19日のアカデミア・カントラオ戦でプロデビュー。翌2022年シーズンより先発に定着。

### UNAM
2023年12月26日、リーガMXのプーマスUNAMと契約した。

## 代表経歴
2022年11月にペルー代表に初招集。20日のボリビア戦で代表戦初出場。2024年6月にはコパ・アメリカ2024の代表にも選出された。